# Gugol
Gugol (fonetizirano od engl. googol) je riječ za broj {\displaystyle 10^{100}}. To odgovara broju 1 sa 100 nula, jedan gugol izgleda ispisano ovako:
10 000 000 000 000 000 000 000 000 000 000 000 000 000 000 000 000 000 000 000 000 000 000 000 000 000 000 000 000 000 000 000 000 000

## Porijeklo
Riječ googol uveo je 1938. američki matematičar Edward Kasner (1878. – 1955.). Upitao je svog 9-godišnjeg nećaka Milton Sirotta (1911. – 1981.) da izmisli riječ za taj broj.

## Svojstva
- Jedan gugol veći je nego broj protona u Svemiru, koje se procjenjuju na {\displaystyle 10^{80}} do {\displaystyle 10^{85}}.
- Jedan gugol nešto je manji od {\displaystyle 70!} (znači: faktorijela od sedamdeset), ili 70! = 70 · 69 · 68 · 67 · ... · 4 · 3 · 2 · 1 = 11.978.571.669.969.891.796.072.783.721.689.098.736.458.938.142.546.425.857.555.362.864.628.009.582.789.845.319.680.000.000.000.000.000, što znači da je gugol manji nego što ima načina na koji se može rasporediti 70 predmeta.
- Za prikaz gugola u binarnom brojevnom sustavu potrebna su 333 bita.

## Vanjske poveznice
- O Edwardu Kasneru (engl.)
- http://whatis.techtarget.com/definition/0,sid9_gci213798,00.html%5Bneaktivna+poveznica%5D